# چارلز باست
چارلز باست (به انگلیسی: Charles Arthur "Charlie" Bassett) فضانورد اهل ایالات متحده آمریکا است که در ۳۰ دسامبر ۱۹۳۱ میلادی در دیتون زاده شد.